# Zoe-Ann Olsen

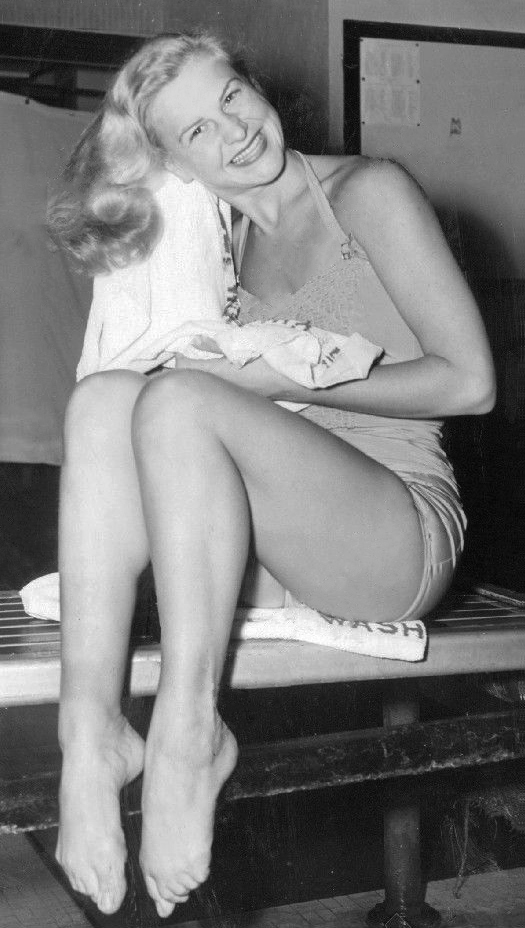
Zoe-Ann Olsen (1952)

Zoe-Ann Olsen, nach Heirat 1950: Zoe-Ann Olsen-Jensen, später Zoe-Ann Bramham, (* 11. Februar 1931 in Council Bluffs, Iowa; † 23. September 2017 in Florida) war eine Wasserspringerin aus den Vereinigten Staaten. Sie gewann 1948 eine olympische Silbermedaille und 1952 eine olympische Bronzemedaille.

## Karriere
Zoe-Ann Olsen vom Athens Athletic Club in Oakland gewann 1945 ihren ersten Meistertitel der Amateur Athletic Union vom Dreimeterbrett. Insgesamt ersprang sie zwölf AAU-Titel.
Im Aufgebot für die Olympischen Spiele 1948 in London standen mit Victoria Draves und Patricia Elsener zwei Springerinnen, die in beiden Disziplinen antreten sollten, Zoe-Ann Olsen war für das Dreimeterbrett nominiert und  Juno Stover für den Turm. Zunächst wurde der Wettbewerb vom Brett ausgetragen. Nach dem Vorkampf führte Draves vor Olsen und Elsener, Vierte war die Französin Nicole Péllissard. Im Finale lag Olsen vor Draves und Pelissier vor Elsener. Da die Ergebnisse von Vorkampf und Finale für das Gesamtergebnis addiert wurden, gewann Draves vor Olsen, Elsener erhielt die Bronzemedaille vor der Französin.
1950 heiratete Zoe-Ann Olsen den Football- und Baseballspieler Jackie Jensen, der später bei den New York Yankees und den Boston Red Sox spielte.
Im Aufgebot für die Olympischen Spiele 1952 in Helsinki war nur Patricia McCormick für beide Wettbewerbe nominiert. Zoe-Ann Olsen-Jensen und Caroline Frick waren für das Brett gemeldet, Paula Pope und Juno Irwin-(Stover) für den Turm. In der Qualifikation siegte Patricia McCormick vor der Französin Madeleine Moreau und Ninel Krutowa aus der Sowjetunion. Olsen-Jensen sprang als Achte der Qualifikation gerade noch ins Finale, Frick schied als Neunte nach dem Vorkampf aus. Im Finale siegte McCormick vor Olsen-Jensen und Moreau. Wieder wurden die Ergebnisse von Vorkampf und Finale addiert, McCormick erhielt die Goldmedaille vor Moreau, Olsen-Jensen sicherte sich mit ihrem zweiten Platz im Finale die Bronzemedaille vor Krutowa.
Olsen und Jensen trennten sich kurze Zeit später. Zoe-Ann Olsen heiratete später erneut und hieß danach Zoe-Ann Bramham.